# 二里岗街道
二里岗街道，是中华人民共和国河南省郑州市管城回族区下辖的一个乡镇级行政单位。

## 行政区划
二里岗街道下辖以下地区：
凤凰路社区、货西社区、货东社区、铁路新村社区、杨庄社区、城东路社区、东明路社区、紫云社区和燕归园社区。